# Bartomeu Agustí i Vergés

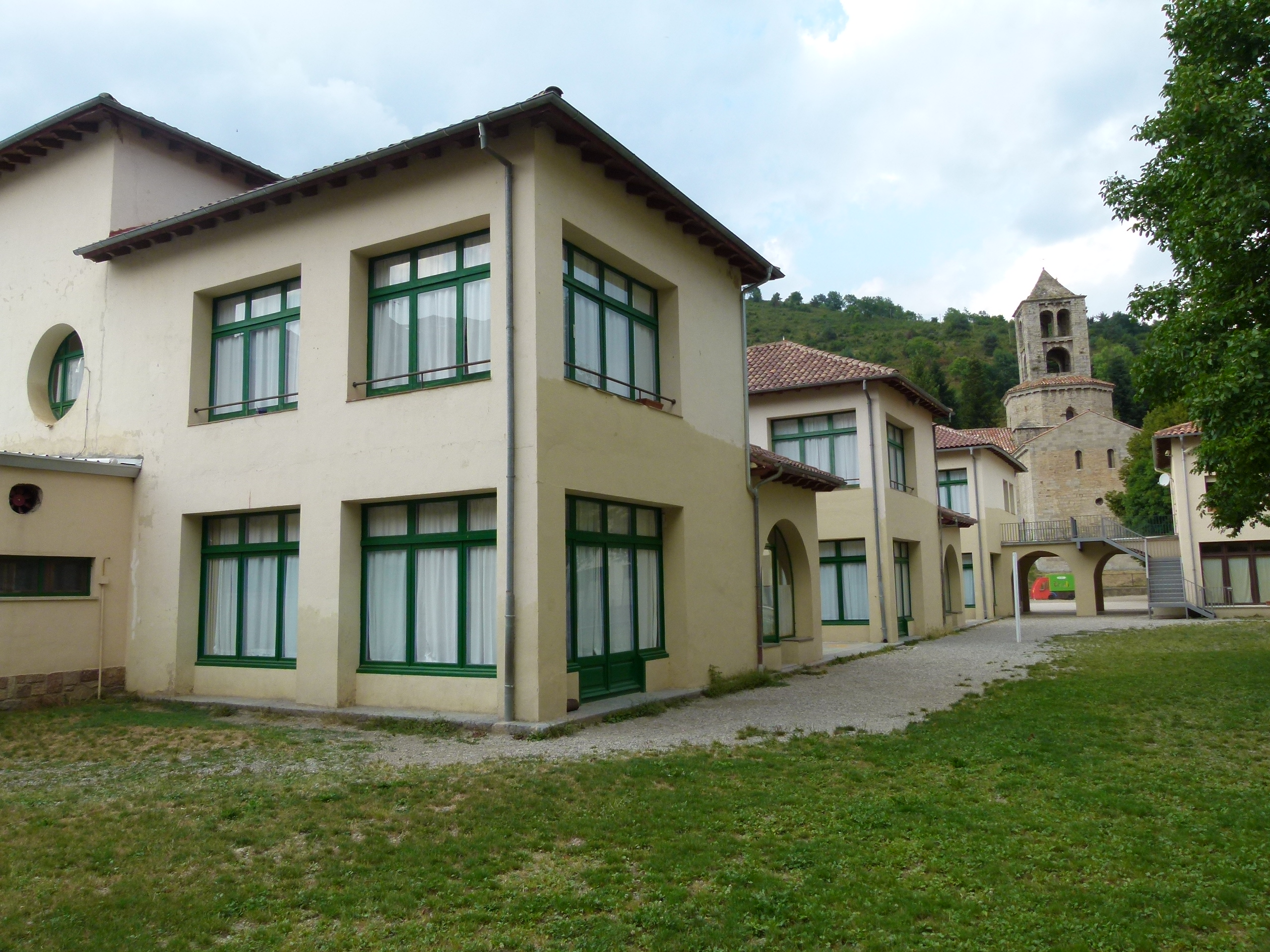
Col·legi Dr. Robert (1936-1938), Camprodon

Bartomeu Agustí i Vergés (Olot, 9 d'octubre de 1904-Barcelona, 8 d'abril de 1944) va ser un arquitecte racionalista català, membre del GATCPAC.

## Biografia
Va néixer a Olot el 1904, fill de l'industrial tèxtil Josep Agustí Trilla. Va estudiar a l'Escola Tècnica Superior d'Arquitectura de Barcelona, on es va titular el 1930.
El 1931 es va afiliar com a soci numerari al GATCPAC (Grup d'Arquitectes i Tècnics Catalans per al Progrés de l'Arquitectura Contemporània). Aquest grup va abordar l'arquitectura amb voluntat renovadora i alliberadora del classicisme noucentista, així com la d'introduir a Espanya els nous corrents internacionals derivats del racionalisme practicat a Europa per arquitectes com Le Corbusier, Ludwig Mies van der Rohe i Walter Gropius. El GATCPAC defensava la realització de càlculs científics en la construcció, així com la utilització de nous materials, com les plaques de fibrociment (uralita), a més de materials més lleugers com el vidre.
Va desenvolupar la seva obra a la província de Girona, especialment a Olot, la seva localitat natal. En aquesta ciutat va construir la casa Serra, més coneguda com a casa dels Nassos (1932), la casa Bartrina (1934), la casa Rodas (1935) i la casa Gratacós (1935). Arquitecte municipal d'Olot entre 1937 i 1938, va projectar la plaça del Mercat i la reforma de l'Escorxador Municipal, no portades a terme per la guerra. També va construir dos centres escolars a Montagut (1934, actualment CEIP Mont Cós) i Camprodon (1936-1938, actualment CEIP Dr. Robert), i va projectar uns altres a Sant Pere de les Preses, Sant Joan les Fonts, Ridaura i Abella.
Des de 1935 va impartir classes de Fisiologia i Higiene a l'Institut de Segon Ensenyament d'Olot. Va ser militant d'Acció Catalana i la CNT i es va afiliar al Sindicat d'Arquitectes de Catalunya, que durant la Guerra Civil va substituir al Col·legi d'Arquitectes. Al maig de 1938 es va incorporar com a tinent a l'exèrcit republicà. Després del conflicte, va ser sotmès a consell de guerra i condemnat a dotze anys de presó, dels quals va complir dos. També va ser inhabilitat per a la seva professió per les noves autoritats.